# 擇麗鳳蝶
擇麗鳳蝶（学名：Papilio zelicaon）为鳳蝶科鳳蝶屬下的一个种。

## 分布
本种分布于北美洲西部，由南加拿大至北墨西哥。